# Американське біблійне товариство
Американське Біблійне Товариство (АБТ) (англ. American Bible Society) — біблійне товариство, засноване 11 травня 1816 року в Нью-Йорку, яке публікує та розповсюджує переклади протестантської християнської версії Біблії та надає навчальні посібники та інші інструменти, щоб допомогти людям мати Святе Письмо. Воно є найвідомішим завдяки перекладу Добрі Новини із сучасним просторіччям. Американське біблійне товариство також публікує Сучасну англійську версію.
Американське Біблійне Товариство є членом Об'єднаних Біблійних товариств, Форуму Міжнародних Біблійних Агентств та не є прибічником жодної конфесії. Однак воно не вважає християнами Мормонів чи Свідків Єгови.
Штаб-квартира Американського Біблійного Товариства переїхала у 1865 року з Бродвею в Нью-Йорку до Філадельфії в серпні 2015 року.